# Virginie Chevalet
Virginie Isabelle Chevalet (1 de diciembre de 1984, París) es una nadadora sincronizada francesa que representa a Paraguay, actualmente compite en la categoría máster.  Es también entrenadora en la escuela de nado sincronizado del distrito de Aregua.

## Biografía
Chevalet nació en París, Francia y comenzó a practicar el nado sincronizado a los 9 años en su país natal, dejándola en 2001. Fue en 2010 que residiendo en Paraguay, decidió retomar la actividad con el objetivo de llegar a los Juegos Suramericanos de ese mismo año.

## Trayectoria

### Juegos Suramericanos de 2010
Chevalet participó en los Juegos Suramericanos de 2010 en Medellín, siendo la única y primer representante de Paraguay en estos juegos. Compitió en la prueba de solos donde fue sexta en la rutina técnica y libre, terminando en la misma posición de la clasificación general con 65.250 puntos.